# Moraga (Kalifornia)
Moraga – miasto w Stanach Zjednoczonych, w stanie Kalifornia, w hrabstwie Contra Costa. Według spisu ludności z roku 2010, w Moradze mieszka 16 016 mieszkańców.